# Кононов, Семён Константинович
Семён Константинович Кононов — советский хозяйственный, государственный и политический деятель.

## Биография
Родился в 1912 году в 3-м Мальжагарском наслеге.
С 1930 года — на хозяйственной, общественной и политической работе. В 1930—1972 гг. — учился в ликбезе, работал на колхозном производстве, председатель исполкома Тит-Аринского сельского Совета, председатель колхоза им. Маленкова, инструктор райисполкома, плотник треста «Якутстрой» в г. Якутске.
Избирался депутатом Верховного Совета СССР 3-го созыва.
Умер в 1987 году в Якутске.